# گروسکامپنبرگ
گروسکامپنبرگ (به آلمانی: Großkampenberg) یک شهر در آلمان است که در بیتبورگ-پروم واقع شده‌است.